# Diogo Martins
Diogo Martins (Lisboa, 1 de Março de 1992) é um actor português.
Aos 10 anos interpretou João Santos Semedo em Amanhecer. Depois do sucesso na telenovela, entrou na primeira série juvenil da TVI, Morangos com Açúcar, interpretando Daniel Duarte—mais conhecido como "Dani"—tendo continuado nos Morangos na série de Verão e até mais de metade da 2.ª série. Em 2005, transitou para a SIC, para participar em várias versões do sucesso Os Malucos do Riso: Malucos na Praia, Malucos e Filhos e Malucos nas Arábias. Ainda nesse ano, foi um dos protagonistas da série infanto-juvenil O Clube das Chaves, da TVI.
Em 2006, passou a concentrar-se no cinema, tendo participado em Uroboro e Programa #2018. Voltou para o pequeno ecrã para integrar o elenco de Floribella e mais tarde de Floribella II, no papel de Martim Fritzenwalden. Em 2008 e ainda na SIC, participou em Os Mini Malucos do Riso e na série infanto-juvenil Rebelde Way. Em 2015 regressa à SIC, integrando o elenco de Coração d'Ouro, no papel de Leandro Silva.

## Televisão
| Ano         | Projeto                       | Papel                                  | Notas                 | Canal |
| ----------- | ----------------------------- | -------------------------------------- | --------------------- | ----- |
| 2000        | Crianças SOS                  |                                        | Participação Especial | TVI   |
| 2002 - 2003 | Amanhecer                     | João Santos Semedo                     | Elenco Infantil       | TVI   |
| 2003 - 2005 | Morangos com Açúcar           | Daniel Duarte «Dani»                   | Elenco Principal      | TVI   |
| 2005        | O Clube das Chaves            |                                        |                       | TVI   |
| 2005        | Os Malucos Nas Arábias        | Vários Papéis                          |                       | SIC   |
| 2005        | Maluco Na Praia               | Vários Papéis                          |                       | SIC   |
| 2005        | Malucos e Filhos              | Vários Papéis                          |                       | SIC   |
| 2006 - 2008 | Floribella                    | Martim Fritzenwalden                   | Elenco Principal      | SIC   |
| 2008        | Os Mini Malucos do Riso       | Várias personagens                     | Participação          | SIC   |
| 2008 - 2009 | Rebelde Way                   | Toni                                   | Elenco Principal      | SIC   |
| 2012        | Pai à Força                   |                                        | Elenco Adicional      | RTP1  |
| 2013 - 2014 | Bem-Vindos a Beirais          | Sílvio Pedreira                        | Participação Especial | RTP1  |
| 2014        | Água de Mar                   | Miguel                                 | Participação Especial | RTP1  |
| 2015 - 2016 | Coração d'Ouro                | Leandro Silva                          | Elenco Principal      | SIC   |
| 2016        | Os Jogadores                  | Google                                 | Participação Especial | RTP1  |
| 2017        | Ministério do Tempo           | Nuno Álvares Pereira                   | Elenco Adicional      | RTP1  |
| 2017        | Sim, Chef!                    | Manel Martins                          | Elenco Principal      | RTP1  |
| 2017 - 2018 | Espelho d'Água                | Pedro Gomes                            | Elenco Principal      | SIC   |
| 2018        | Alma e Coração                | Alexandre «Alex» Lopes                 | Elenco Principal      | SIC   |
| 2018        | Circo Paraíso                 | Jonas Garibaldi                        | Elenco Principal      | RTP1  |
| 2020        | Quer o Destino                | Cheirinhos                             | Elenco Adicional      | TVI   |
| 2020        | Golpe de Sorte                | Fábio Guerreiro                        | Co- Protagonista      | SIC   |
| 2020        | O Atentado                    | Granja                                 | Elenco Principal      | RTP1  |
| 2021        | Até Que a Vida Nos Separe     | Marco Paixão                           | Elenco Principal      | RTP1  |
| 2021        | História do Teatro de Revista | Várias personagens                     |                       | RTP1  |
| 2021        | Vento Norte                   | Joaquim                                |                       | RTP1  |
| 2021        | Cá Por Casa                   | Diogão                                 | Ator Convidado        | RTP1  |
| 2021        | Crimes Submersos              | João Portela                           | Elenco Principal      | RTP1  |
| 2021        | A Traição do Padre Martinho   | Padre Martinho                         | Protagonista          | RTP1  |
| 2022        | Da Mood                       | Cláudio                                | Protagonista          | RTP1  |
| 2022 - 2023 | Por Ti                        | Nuno Macedo                            | Co- Antagonista       | SIC   |
| 2023        | Marco Paulo                   | Marco Paulo (jovem)                    | Protagonista          | SIC   |
| 2023        | O Crime do Padre Amaro        | Libano «Libaninho»                     | Elenco Principal      | RTP1  |
| 2023        | Dança Comigo                  | Ele Próprio                            | Concorrente           | RTP1  |
| 2023        | O Clube (4.ª temporada)       | Mateus Justino                         | Elenco Principal      | SIC   |
| 2023 - 2024 | Papel Principal               | Roberto Batista                        | Elenco Principal      | SIC   |
| 2023        | A Casa da Aurora              | Roberto Batista, no papel de Rui Silva | Elenco Principal      | SIC   |
| 2024        | O Clube (5.ª temporada)       | Mateus Justino                         | Elenco Principal      | SIC   |
| 2024 - 2025 | A Promessa                    | Nuno Rocha                             | Elenco Principal      | SIC   |
| 2025        | A Máscara (5.ª temporada)     | Tubarão                                | Concorrente           | SIC   |

## Cinema
- Uroboro de Luís M. Gomes
- Programa #2018 de Jorge S. Correia e Rafael Guerra